# Estanislau Kostka
|  | Per a altres significats, vegeu «Estanislau». |

Estanislau Kostka o Stanisław Kostka (Rostkowo, Polònia, 28 d'octubre de 1550 - Roma, 14 d'agost de 1568) va ser un novici jesuïta polonès, proclamat sant per Benet XIII el 1726. Amb els sants Lluís Gonzaga i Joan Berchmans és sant patró dels joves estudiants.

## Biografia
Stanisław Kostka va néixer a Polònia, al si d'una rica família noble: era el segon fill de Joan, senyor de Zakroczym i senador del regne, i de Margarida de Drobniy Kryska, de la família dels ducs de Masòvia. El 1564 va ser enviat a Viena amb el seu germà gran perquè hi estudiés al col·legi dels jesuïtes. La llegenda diu que mentre era malalt i no podent anar a l'església a rebre l'eucaristia, la va rebre de mans de santa Bàrbara i dos àngels: va prendre llavors la decisió de fer vida religiosa. A Viena va decidir d'ingressar a l'orde jesuïta, però va trobar una forta oposició per part de la seva família, i el seu germà arribà a pegar-lo.
Va marxar d'amagat de Viena camí de Roma, on volia anar caminant. Va estar un temps amb el superior provincial de l'orde, Sant Pere Canisi, a Dillingen, i va anar a Roma, on el 28 d'octubre del 1567 va fer els primers vots religiosos com a novici, davant del general Sant Francesc de Borja. Va entrar al Collegio Romano per estudiar-hi filosofia i teologia i fer-se sacerdot, però va emmalaltir greument i va morir la nit del 14 d'agost de 1568.

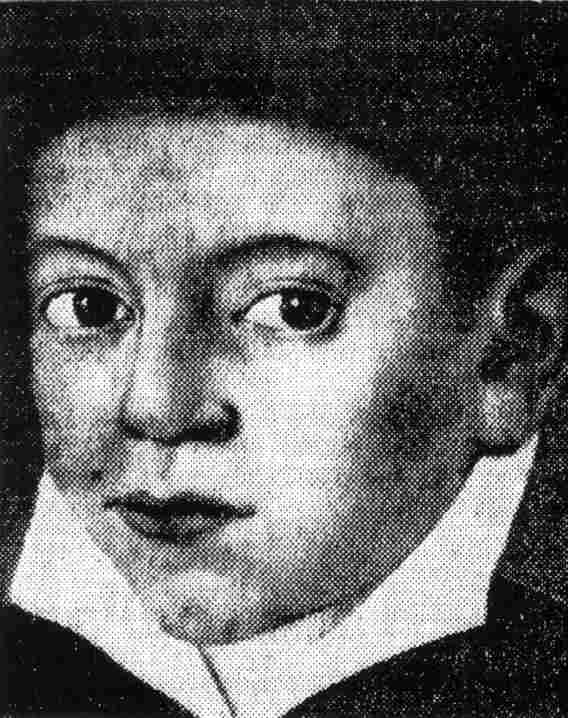
Retrat del sant nen
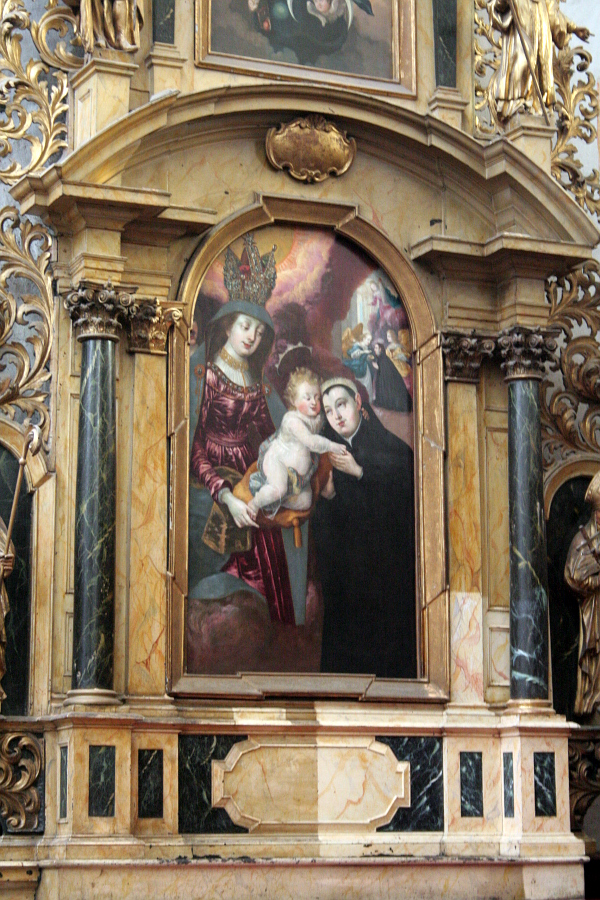
Pintura de Barłomiej Strobel, 1643-1644 (Torun, S. Joan)
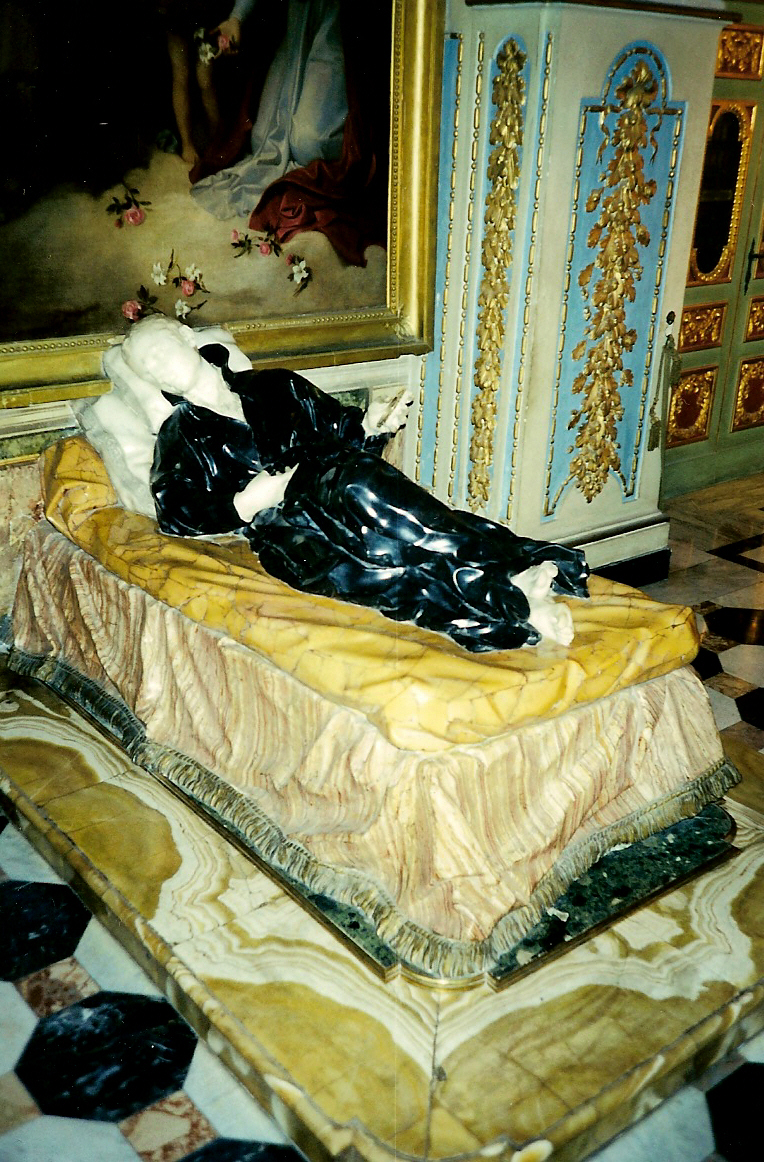
Estàtua de S. Estanislau per Pierre Legros, 1705 (Roma, Sant'Andrea al Quirinale)
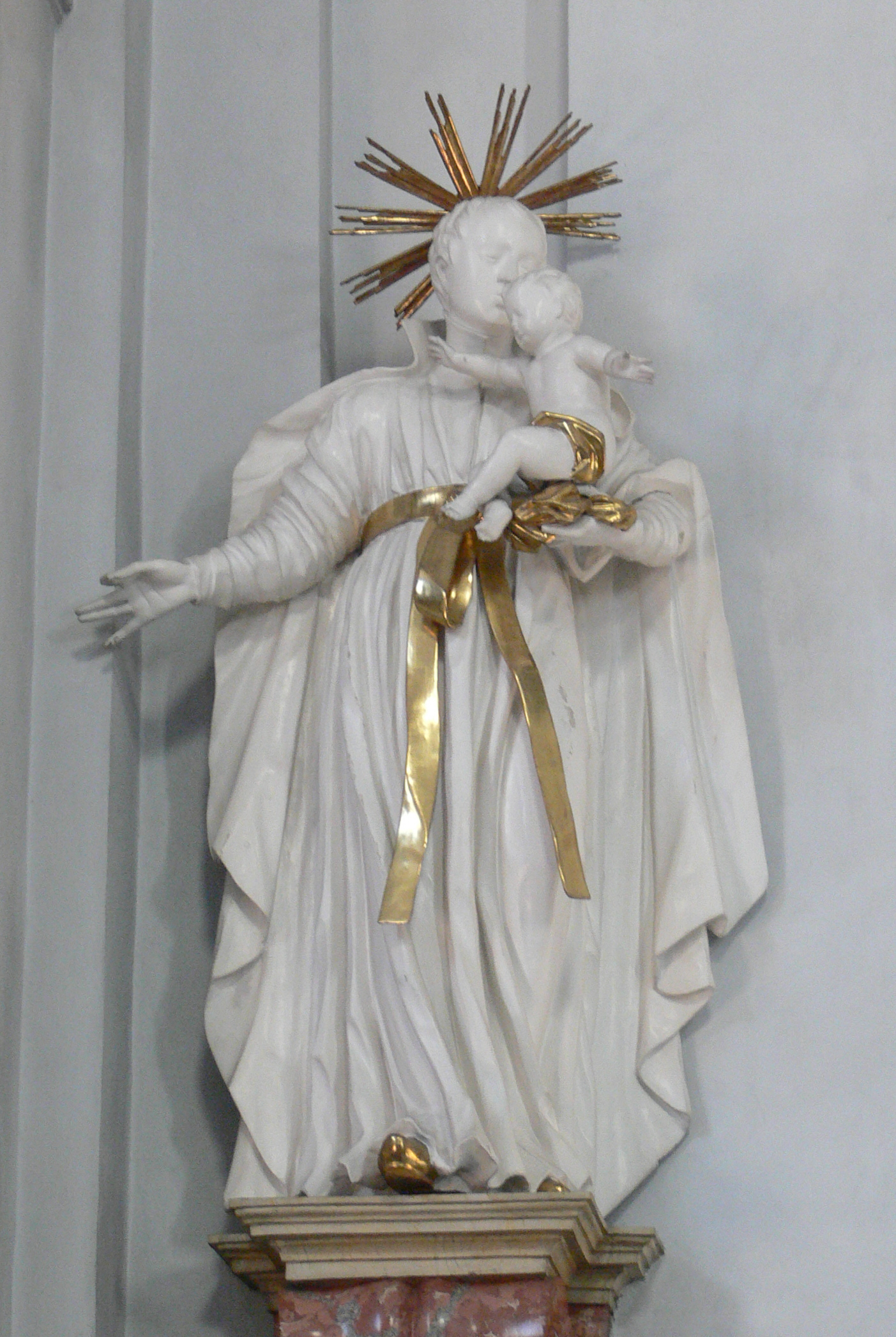
Escultura de Johannes Bitterich a Bamberg, s. XVIII

## Veneració
Va ser beatificat per Pau V el 19 d'octubre de 1605 i canonitzat per Benet XIII el 31 de desembre de 1726. La seva festivitat litúrgica és el 13 de novembre.